# Ožoverch
Ožoverch, ukrajinsky Ожоверх, maďarsky Magastető, je vesnice zastoupená v Lypeckopoljanské vesnické radě, v jednotném územním společenství Dovžanská vesnická komunita, v okrese Chust, v Zakarpatské oblasti Ukrajiny. V roce 2025 zde žilo 105 obyvatel.